# Церква Святого духа (Глухів)
Святодухівська церква («Сошествия св. Духа») — дерев'яна церква, що існувала у Глухові на Сумщині у XVIII столітті.

## Історія
Перше історичне підтвердження існування дерев'яної церкви на Білополівці та її зображення датується 1724 роком — у плані Глухова. Церква щільно була оточена приватною забудовою.
Перша документальна згадка про церкву даються 1726 роком. «Донесення священика Глухівської Білополівської церкви Афанасія Сидоровича та указ канцелярії кролевецькому сотнику Костянтину Генваровському про присилку в м. Глухів жителя с. Тинченки Батуринської сотні Ніжинського полку майстра Григорія Лупина, який підписав договір та взяв 400 золотих на будівництво церкви, але не закінчив будівництво в Глухові і почав будувати в м. Кролевець» від 1726 року зберігається у фонді Генеральної військової канцелярії, що знаходиться у Центральному державному історичному архіві (м. Київ).
Мова йде про погорілу в 1726 році дерев'яну Святодухівську церкву, яку мали відбудувати після пожежі. Це означає, що храм існував раніше вказаної дати.
Назва Білополівської церкви «Церковь сошествія святого духа» вперше згадується на плані міста 1776 року. Але вона вже має інші обриси за рахунок прибудов у східній і південній частинах. Також і зникла приватної забудови навколо неї. Очевидно в результаті пожежі 1726 року. На західній стороні показане відокремлене приміщення (можливо будинок священика). 
У 1732 році парафіяни Білополівської церкви Святого Василія Великого повідомляли гетьману про призначення нового священика Тимофія Леонтьєва замість Афанасія Сидоровича.
Такі ж самі конструкцію і назву, як у 1726 році, має храм на плані Глухова 1778-го року.
У описі «Атласу Малоросії з картами та планами міст», складеному 1778 року також згадується дана назва: «У Белополовских ворот помещались торговые бани; к северо-западу от них против Румянцевского дворца, — церковь Сошествия св. Духа». Церква також згадується і в історико-статистичному описі Чернігівської єпархії за 1873 рік, але вже має іншу назву: «На плане Румянцева не показан из нынешних церквей храм Трехсвятительский, но место его занимает здесь храм всех святых на кладбище, и еще показаны на плане: церковь сошествия св. Духа за Чернечьей греблею, церковь Захария и Елисаветы в 200 саж. от рождество-Богородичной на западе от нея.». Це означає, що дерев'яна Святодухівська церква («Сошествия св. Духа») вже не існувала, а на її місці з'явилась інша мурована — Трьохсвятська. На думку дослідника, В. Г. Пуцка, замість Святодухівської церкви до 1798 року
було зведено муровану Трьохсвятительську.

## Опис та розташування
Святодухівська церква знаходилась біля північної межі історичного середмістя Глухова (в історичному районі Білополовка) на розі сучасних вулиць Благодатної (колишня вул. Артема) та Трьохсвятської (колишня вул. Клари Цеткін) поряд із приміщенням дорожно-патрульної служби, неподалік, через дорогу від Глухівського аграрного інституту СНАУ.
Виходячи з умовності обрису плану Глухова 1724-го року церква була дерев'яною, тридільною, триверхою. Вона мала три зруби однієї висоти, вертикально ошальовані нащільниками, з двозаломними верхами бабинця та вівтаря, тризаламною навою і дахом округлої форми, перекритим залізом.